# Тілло Марія Семенівна
Марі́я Семе́нівна Ті́лло, до шлюбу Абрамович (2 липня 1977, Коростишів — 10 червня 2006, Чернівці) — українська поетеса. Кандидат філологічних наук.

## Біографія
Донька українського літературознавця Семена Абрамовича, народилася 1977 року в місті Коростишів (Житомирська область). Дитячі роки провела в Кам'янці-Подільському. Згодом переїхала до Чернівців.
У 14 років важко занедужала. Решту життя провела в постійній боротьбі з хворобою.
Закінчила філологічний факультет та аспірантуру Чернівецького університету. Захистила кандидатську дисертацію.
Прізвище «Тілло» взяла у шлюбі з О. Тілло, нащадком відомого французько-російського роду, який, зокрема, уславлений через видатного вченого-географа й урядовця О. А. Тілло.
Викладала українську мову, релігієзнавство та культурологію.
Авторка та співавторка кількох відомих в Україні підручників і навчальних посібників, виданих у Києві та Чернівцях.
Виконувала власні пісні під гітару.
Авторка поетичних збірок «Я» (1998), «Alter Ego» (1999), «Терція» (2005), численних публікацій у різних виданнях.
Посмертно вийшло найповніше видання творів «Лірика» (2006).
Це філософська лірика, медитативне зосередження, відмова від буденності при гострому, трепетному почутті природи і психологічного руху, відчутті дорогоцінності кожної миті буття. У неї сформувався особливий лад образності: реалії дуже конкретні, майже навіть натуралістичні, і, разом з тим, немовби розріджені в міфопоетичному просторі. Світогляд Марії Тілло значною мірою визначено головною загадкою буття: існуванням Смерті. у її творчості присутній особливий духовний вимір — поетична танатологія, осмислення Смерті. Це — мужня позиція людини, яка звикла дивитися в обличчя долі, і все ж таки тут домінує пафос ствердження життя як блага, щастя. Українські вірші Марії Тілло підкорюють трагізмом відчуття потаємних ритмів природи й потужною пластикою слова; вона тонко відчуває стихію української мови.
Про поезію Марії Тілло схвально відгукувались майстри поетичного слова — Д. Бураго, С. Пантюк, В. Колодій, Т. Севернюк, М. Лазарук. Цю поезію досліджували відомі українські та російські вчені: П. Михед, Т. Пахарєва, М. Михайлова, Г. Якушева, М. Ткачук, О. Ніколенко, С. Абрамович та ін. Її пам´яті присвячено телевізійний фільм (режисер Г. Терон).

## Основні видання поетичних творів
- Абрамович Мария. Я. — Черновцы: Рута, 1998. — 64 с.
- Абрамович Мария. Alter ego. — Черновцы: Рута, 1999. — 45 с.
- Тилло Мария. Терция. — К.: Издательский дом Д. Бураго, 2004. — 70 с.
- Тилло Мария. Лирика. — К.: Издательский дом Д. Бураго, 2006. — 202 с.
- Тилло Мария. Сочинения / Сост., ред., автор научно-критических комментариев С. Д. Абрамович. — К.: Издательский дом Дмитрия Бураго, 2017. — 504 с.

## Наукові праці
Марія Тілло захистила в 2003 р. кандидатську дисертацію «Художественный мир Иосифа Бродского: ментальность, приемы создания образа, жанрово-стилевой поиск» у Таврійському державному (нині — національному) університеті імені В. І. Вернадського".
Монографія
- Тилло М. Иосиф Бродский: новаторство в контексте русской литературной традиции / Мария Семеновна Тилло. – Черновцы: Рута, 2001. – 59 с.

Основні наукові статті
- 1. Абрамович М. Поетична традиція М. Цвєтаєвої в творчості Й. Бродського / Мария Абрамович // Матеріали студентської наукової конференції Чернівецького держуніверситету. 14–15 травня 1998 р. — Кн. 1. Гуманітарні науки. — Чернівці, 1998. — С. 94–95.
- 2. Абрамович М. И. Бродский и А. Ахматова / Мария Абрамович // Науковий вісник Чернівецького університету. — Вип. 34. Слов'янська філологія.– Чернівці, 1998. — С.57 — 61.
- 3. Тілло М. Пушкинская традиция у Иосифа Бродского / Мария Тилло // Науковий вісник Чернівецького університету. — Вип. 52–53. Слов'янська філологія.– Чернівці, 1999.– С.63 –66.
- 4. Тілло М. Конфлікт поета та суспільства в творчості Й. Бродського як типовий самовираз акцентуйованої особистості / Мария Тилло // Наукові записки. Тернопільський державний педагогічний університет ім. В. Гнатюка. Серія: Літературознавство 2 (5).– 1999. — С. 272—277.
- 5. Тілло М. Художественная структура стихотворения И. Бродского «Ниоткуда с любовью» как выражение эстетического идеала поэта / Мария Тилло // Науковий вісник Чернівецького університету. — Вип. 83. Слов'янська філологія. — Чернівці , 2000.– С. 60 — 67.
- 6. Тілло М. Йосиф Бродський та християнство / Мария Тилло // Наукові записки. Тернопільський державний педагогічний університет ім. В. Гнатюка. Серія: Літературознавство. 3 (8) 2000.– С.224 –233.
- 7. Тілло М. Художня функція українізмів у поезії Йосифа Бродського / Мария Тилло // Науковий вісник Чернівецького університету. — Вип. 107. Слов'янська філологія. — Чернівці, 2001. — С. 50 — 54.
- 8. Тілло М. Иосиф Бродский как реципиент «двух тайн» русской поэзии («чистое искусство» и некрасовская традиция в мире Бродского) / Мария Тилло // Материалы международного семинара «Динамизм социальных процессов в постсоветском обществе». — Луганск — Цюрих — Женева, 2001. — С. 235—247.
- 9. Тілло М. Культурологічне християнство Йосипа Бродського / Мария Тилло // Мова і культура. — В. 5.– Т.2. — Ч. 2. [Матеріали міжнародної наукової конференції, присв. пам'яті проф. С. Бураго]. — К.: Видавничий дім Д. Бураго, 2002. — С.166–172.
- 10. Тілло М. Християнство як ідейна форманта художнього світу Бродського / Мария Тилло // Мова і культура. Матеріали Міжнародної наукової конференції пам'яті С. Бураго. — К.: Інститут філософії та Інститут мовознавства НАН України. — Червень, 2004.– В. 6.– Т. VI. — Ч. 1. –. С. 233—238.
- 11. Тилло М. К вопросу о русском постмодернизме. Поэзия Бродского в зеркале критических оценок / Мария Тилло // Наукові праці Камۥянець-Подільського державного університету: Філологічні науки. — В. 10. — Т. 2. — Камۥянець-Подільський: Абетка НОВА, 2006. — С. 83–87.

## Науково-методичні публікації
Авторка та співавторка кількох відомих в Україні підручників і навчальних посібників, виданих у Києві та Чернівцях, серед яких основні:
- Культурологія: Навчальний посібник / С. Д. Абрамович, М. С. Тілло, М. Ю. Чікарькова; Київський національний торговельно-економічний університет. — Чернівці: Рута, 2003. — 328 с. ISBN 966-568-501-5.
- Релігієзнавство: Підручник / С. Абрамович, М. Тілло, М. Чікарькова. — К.: Дакор, 2004. — 528 с. ISBN 966-95845-9-0
- Культурологія: Навчальний посібник / С. Д. Абрамович, М. С. Тілло, М. Ю. Чікарькова; Київський національний торговельно-економічний університет. — К.: Кондор, 2005. — 352 с. — ISBN 966-57982-74-2.